# François Bordes
François Bordes (Rives, Lot e Garona, 30 de dezembro de 1919—Tucson, Arizona, 30 de abril de 1981) foi um importante pré-historiador francês. Também escreveu romances de ficção científica com o pseudônimo de "Francis Carsac".
Cursou estudos em Toulouse, em Bordéus e em Paris, obtendo o doutoramento em Ciências Naturais com uma tese intitulada: "Les limons quaternaires du Bassin de la Seine - Stratigraphie archéologie paléolithique" (Os limões quaternários do vale do Sena. Estratigrafia e arqueologia paleolítica), publicada em 1954 pelo Instituto de Paleontologia Humana de Paris.
Fez parte do CNRS entre 1945 e 1955, antes de se tornar em professor nas matérias de Geologia do Quaternário e Pré-História, na Faculdade de Ciências da Universidade de Bordéus, em 1956. Nesta cidade fundou o Instituto do Quaternário (hoje denominado Instituto de Pré-História e Geologia do Quaternário).
Entre 1957 e 1975 foi diretor do organismo Antiquités Préhistoriques d'Aquitaine, atualmente equivalente a Conservador do Patrimônio do Ministério de Cultura francês.
Há dirigido inumeráveis escavações arqueológicas em sítios arqueológicos de primeira ordem, sobretudo ao sudoeste da França, destacando-se Pech-de-l'Azé, Combe-Grenal ou Corbiac, entre outros.
A sua contribuição mais aplaudida foi a de descrever a diversidade de indústrias líticas do Paleolítico Inferior e Médio com uma metodologia empírica ajudada por meio de cálculos estatísticos e matemáticos simples e acessíveis. Apesar da sua simplicidade, a inclusão das matemáticas foi uma inovação tão grande nos anos 50 que se chegou a falar do "Método de Bordes". Realmente, o seu sistema criou uma grande escola de pré-historiadores, com uma influência decisiva que provocou a aparição de tendências opostas que reagiam contra ela (na mesma França destaca-se a tipologia analítica e estrutural de G. Laplace e nos países anglo-saxões a New Archaeology ou Arqueologia processual).
Os principais tópicos da escola de François Bordes são a tipologia lítica do Paleolítico Inferior e Médio de Europa Ocidental (depois estendida pelos seus discípulos ao Paleolítico Superior, ao Epipaleolítico e a outros períodos e culturas pré-históricas) e a determinação de diferentes variantes culturais do Mousteriense, (chamadas fácies de Mousteriense típico, fácies de Mousteriense tipo Ferrassie, fácies de Mousteriense tipo Quina, fácies de Mousteriense de Denticulados e fácies de Mousteriense de Tradição Acheulense). Apesar das fortes críticas por parte de paradigmas científicos opostos e, apesar da contínua inovação da ciência pré-histórica, ambas as contribuições continuam sendo, hoje em dia, referências obrigadas em qualquer estudo sobre o tema.
Foi, igualmente, um dos primeiros em fazer experimentos de talhe de rochas duras de fratura conchoide, visando reconstruir as técnicas de fabricação pré-históricas.